# Turn- und Sportverein Herrsching 2019-2020
Questa voce raccoglie le informazioni riguardanti il Turn- und Sportverein Herrsching nelle competizioni ufficiali della stagione 2019-2020.

## Organigramma societario
Area direttiva
- Presidente: Fritz Frömming

Area tecnica
- Allenatore: Maximilian Hauser
- Allenatore in seconda: Michael Mattes, Uwe Lindemann
- Assistente allenatore: Graham Bell

Area sanitaria
- Medico: Ute Höffner, Andreas Kugler, Stephanie Schmidt
- Fisioterapista: Philipp Dehoust, Robin Lücke

## Rosa
| N° | Nome                | Ruolo | Data di nascita   | Nazionalità sportiva |
| -- | ------------------- | ----- | ----------------- | -------------------- |
| 1  | Đorđe Ilić          | C     | 23 settembre 1994 | Serbia               |
| 2  | Tom Strohbach       | S     | 27 maggio 1992    | Germania             |
| 4  | Tim Peter           | S     | 8 settembre 1994  | Germania             |
| 6  | Johannes Tille      | P     | 7 maggio 1997     | Germania             |
| 7  | Ferdinand Tille     | L     | 8 dicembre 1988   | Germania             |
| 8  | Jonas Kaminski      | O     | 8 maggio 1996     | Germania             |
| 9  | Mart van Werkhoven  | C     | 11 dicembre 1991  | Paesi Bassi          |
| 10 | Norbert Engemann    | C     | 17 settembre 1997 | Germania             |
| 11 | Artem Sushko        | S     | 24 dicembre 1993  | Russia               |
| 13 | Jori Mantha         | S     | 27 novembre 1992  | Canada               |
| 14 | Jalen Penrose       | O     | 9 dicembre 1994   | Stati Uniti          |
| 17 | Samuel Sadorf       | S     | 29 novembre 2000  | Germania             |
| 18 | Benedikt Sagstetter | P     | 30 dicembre 2000  | Germania             |

## Risultati

### 1. Bundesliga

#### Girone di andata
| 1ª giornata - 12 ottobre 2019 Volksbank-Arena, Hildesheim             | Giesen      | 1 - 3 | Herrsching      | 25-27, 25-11, 21-25, 23-25        |
| 2ª giornata - 17 ottobre 2019 Nikolaushalle, Herrsching am Ammersee   | Herrsching  | 2 - 3 | Unterhaching    | 25-23, 25-22, 25-27, 18-25, 11-15 |
| 3ª giornata - 23 ottobre 2019 Paul Horn-Arena, Tubinga                | Rottenburg  | 2 - 3 | Herrsching      | 25-21, 25-14, 21-25, 17-25, 12-15 |
| 4ª giornata - 26 ottobre 2019 Nikolaushalle, Herrsching am Ammersee   | Herrsching  | 2 - 3 | Lüneburg        | 25-18, 22-25, 18-25, 25-20, 12-15 |
| 5ª giornata - 9 novembre 2019 Nikolaushalle, Herrsching am Ammersee   | Herrsching  | 0 - 3 | Charlottenburg  | 19-25, 23-25, 15-25               |
| 6ª giornata - 14 novembre 2019 Arena Kreis Düren, Düren               | Dürener     | 0 - 3 | Herrsching      | 16-25, 22-25, 17-25               |
| 7ª giornata - 16 novembre 2019 Nikolaushalle, Herrsching am Ammersee  | Herrsching  | 3 - 1 | Eltmann         | 25-20, 25-14, 18-25, 25-21        |
| 8ª giornata - 23 novembre 2019 Großsporthalle, Bühl                   | Bühl        | 3 - 2 | Herrsching      | 20-25, 25-22, 21-25, 25-21, 16-14 |
| 9ª giornata - 30 novembre 2019 Nikolaushalle, Herrsching am Ammersee  | Herrsching  | 3 - 2 | Friedrichshafen | 18-25, 25-23, 22-25, 25-16, 15-8  |
| 10ª giornata - 15 dicembre 2019 Fraport Arena, Francoforte sul Meno   | Rüsselsheim | 3 - 1 | Herrsching      | 25-19, 22-25, 25-23, 25-18        |
| 11ª giornata - 21 dicembre 2019 Nikolaushalle, Herrsching am Ammersee | Herrsching  | 3 - 2 | Netzhoppers     | 24-26, 33-35, 25-22, 25-22, 15-11 |

#### Girone di ritorno
| 12ª giornata - 16 gennaio 2020 Nikolaushalle, Herrsching am Ammersee  | Herrsching      | 0 - 3 | Giesen      | 20-25, 21-25, 22-25        |
| 13ª giornata - 20 gennaio 2020 Bayernwerk Sportarena, Unterhaching    | Unterhaching    | 3 - 1 | Herrsching  | 25-18, 21-25, 25-22, 25-23 |
| 14ª giornata - 25 gennaio 2020 Nikolaushalle, Herrsching am Ammersee  | Herrsching      | 3 - 1 | Rottenburg  | 25-17, 25-21, 24-26, 25-20 |
| 15ª giornata - 1º febbraio 2020 CU Arena, Amburgo                     | Lüneburg        | 0 - 3 | Herrsching  | 19-25, 23-25, 22-25        |
| 16ª giornata - 5 febbraio 2020 Max-Schmeling-Halle, Berlino           | Charlottenburg  | 3 - 0 | Herrsching  | 25-20, 25-15, 25-23        |
| 17ª giornata - 8 febbraio 2020 Nikolaushalle, Herrsching am Ammersee  | Herrsching      | 3 - 1 | Dürener     | 25-22, 24-26, 25-21, 25-21 |
| 18ª giornata - 22 febbraio 2020 Georg-Schäfer-Halle, Eltmann          | Eltmann         | 1 - 3 | Herrsching  | 21-25, 18-25, 25-21, 20-25 |
| 19ª giornata - 29 febbraio 2020 Nikolaushalle, Herrsching am Ammersee | Herrsching      | 3 - 0 | Bühl        | 25-13, 25-20, 25-21        |
| 20ª giornata - 7 marzo 2020 ZF-Arena Friedrichshafen, Friedrichshafen | Friedrichshafen | 3 - 0 | Herrsching  | 25-21, 25-22, 25-14        |
| 21ª giornata - 14 marzo 2020 Nikolaushalle, Herrsching am Ammersee    | Herrsching      | -     | Rüsselsheim | annullata                  |
| 22ª giornata - 21 marzo 2020 Landkost-Arena, Bestensee                | Netzhoppers     | -     | Herrsching  | annullata                  |

### Coppa di Germania

#### Fase a eliminazione diretta
| Ottavi di finale - 3 novembre 2019 Neue Sporthalle Otto-Schott-Gymnasium, Magonza | Mainz-Gonsenheim | 0 - 3 | Herrsching | 23-25, 13-25, 18-25        |
| Quarti di finale - 20 novembre 2019 Großsporthalle, Bühl                          | Bühl             | 1 - 3 | Herrsching | 14-25, 25-21, 20-25, 24-26 |
| Semifinali - 8 dicembre 2019 Max-Schmeling-Halle, Berlino                         | Charlottenburg   | 3 - 0 | Herrsching | 25-17, 25-21, 25-17        |

## Statistiche

### Statistiche di squadra
| Competizione      | Punti | In casa | In casa | In casa | In trasferta | In trasferta | In trasferta | Totale | Totale | Totale |
| Competizione      | Punti | G       | V       | P       | G            | V            | P            | G      | V      | P      |
| ----------------- | ----- | ------- | ------- | ------- | ------------ | ------------ | ------------ | ------ | ------ | ------ |
| 1. Bundesliga     | 33    | 10      | 6       | 4       | 10           | 5            | 5            | 20     | 11     | 9      |
| Coppa di Germania | -     | 0       | 0       | 0       | 3            | 2            | 1            | 3      | 2      | 1      |
| Totale            | -     | 10      | 6       | 4       | 13           | 7            | 6            | 23     | 13     | 10     |

G = partite giocate; V = partite vinte; P = partite perse